# Zwartoorwielewaal
De zwartoorwielewaal (Oriolus bouroensis) is een zangvogel uit de familie Oriolidae (wielewalen en vijgvogels).

## Verspreiding en leefgebied
Deze soort is endemisch op het Indonesische eiland Buru in de Molukken.

## Status
De grootte van de populatie is niet gekwantificeerd maar de soort wordt omschreven als algemeen. Op de Rode lijst van de IUCN heeft deze soort de status niet bedreigd.